# IJzeren Man (Weert)

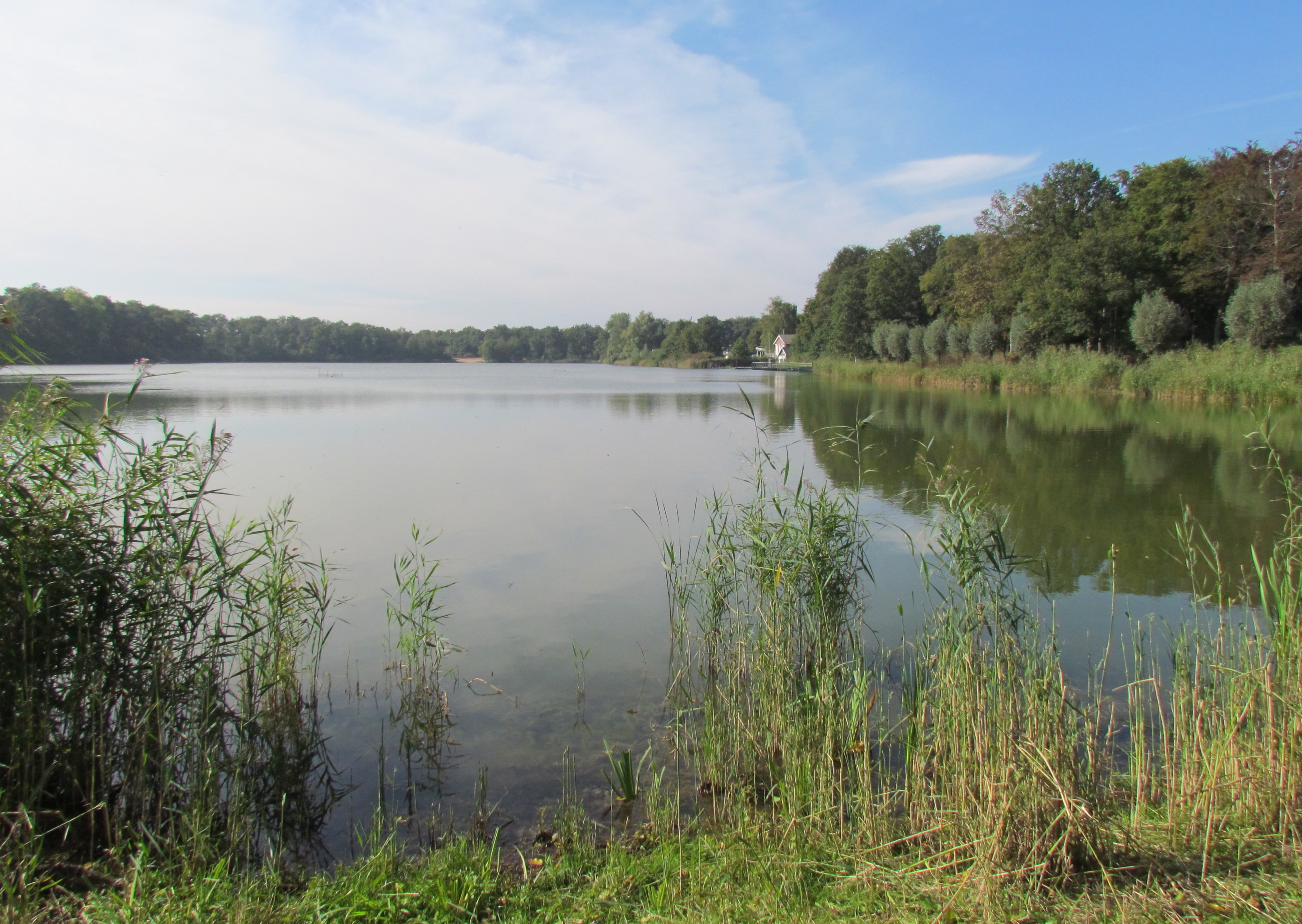
De recreatieplas in 2013

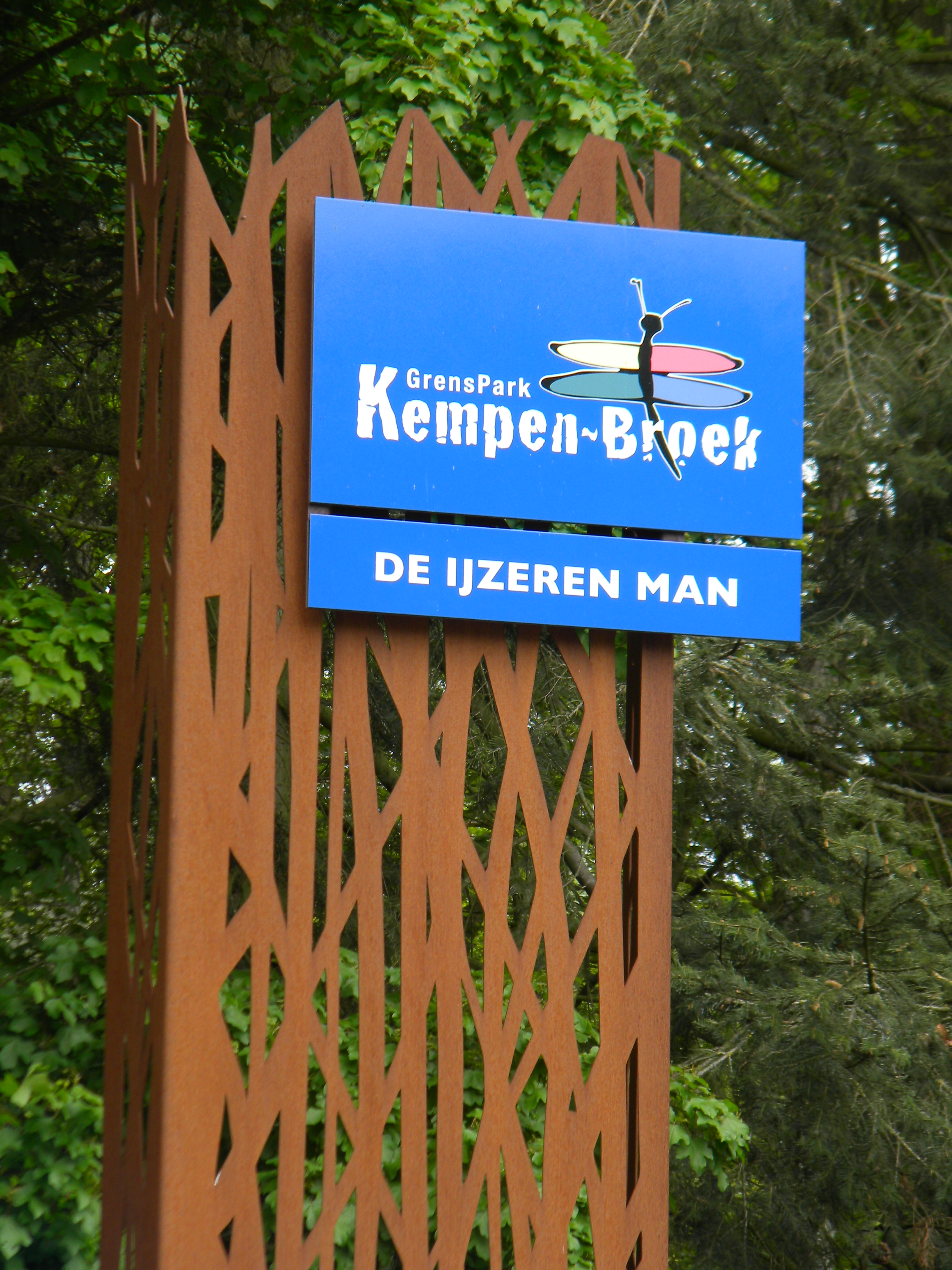
Ingang park De IJzeren Man gemeente Kempen~Broek

De IJzeren Man (Limburgs: Iêzere mân) is een natuur- en recreatiegebied van 100 ha groot gelegen in Nederlands-Limburg. Het gebied bevindt zich ten westen van Weert en is onderdeel van Grenspark Kempen~Broek, dat een oppervlakte van 25.000 ha beslaat en zowel in Nederland als in België ligt. Het gebied is onderdeel van het buitengebied van Altweerterheide en de Kazernelaanbuurt (ook Altweert).

## Gebiedsbeschrijving
Het gebied grenst in het noorden aan de Zuid-Willemsvaart. In het oosten grenst het aan de stadsrand van Weert. Verder wordt het gebied omringd door andere natuurgebieden zoals de Laurabossen en de Altweerterheide.
Natuurgebied De IJzeren Man is een representatie van de diverse landschappen die voorkomen in het Grenspark Kempen~Broek. Het bevat beheerde heide, vennen, meren, gemengd bos en stuifzandvlakten. Met het winnen van delfstoffen zijn er in het verleden drie plassen ontstaan: De Grote en Kleine IJzeren Man en de Centrale Zandwinning. Naast deze drie plassen zijn er vier kleinere vennen in het gebied. Hiervan is alleen het Geurtsven op natuurlijke wijze ontstaan.

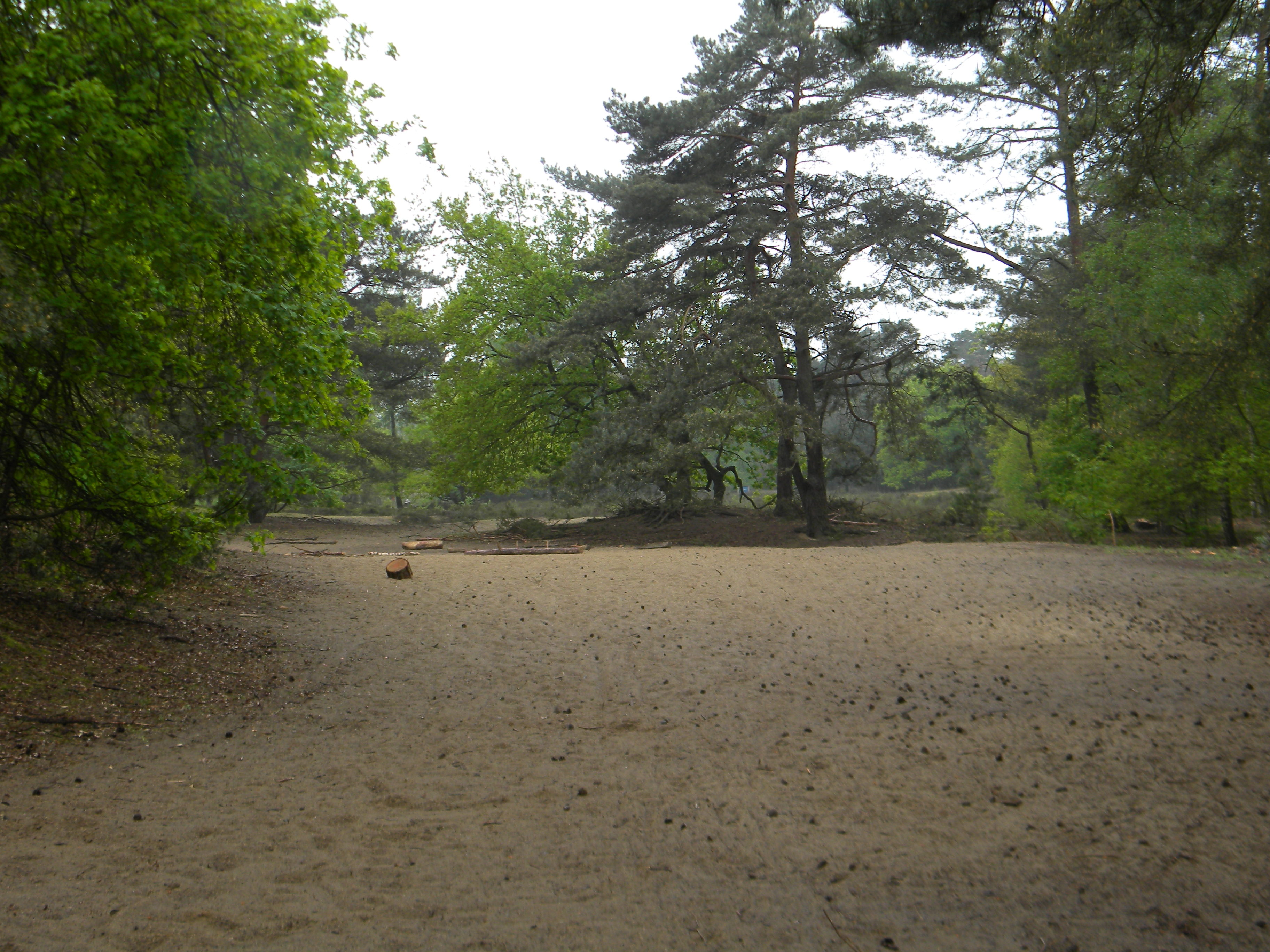
Stuifzandvlakte IJzeren Man

Bij de ingang van het gebied is een grote parkeerplaats. Verder is er in een groot deel van het natuurgebied een speciaal rolstoelpad aangelegd om de toegankelijkheid te vergroten.
Bovendien kenmerkt het De IJzeren Man zich door de vele recreatiemogelijkheden. Ongeveer de helft van het gebied is in gebruik voor recreatieve doeleinden. Zo is er een natuur- en milieucentrum, een binnen- en buitenspeeltuin (Kinderpretland), een kinderboerderij, een natuurkampeerterrein, een camping, een subtropisch zwembad, een klimpark en er zijn meerdere wandelroutes.

## Ontstaansgeschiedenis
Zijn naam heeft dit natuurgebied te danken aan de stoomgraafmachine “De IJzeren Man”, die van 1910 tot 1913 het gebied heeft uitgegraven. De meeste plassen en vennen zijn ook ontstaan door deze uitgraving. Daarnaast is de spoordijk, waar de trein tussen Weert en Eindhoven later overheen ging rijden, gemaakt met het zand dat uit werd gegraven door de graafmachine “De IJzeren Man”.

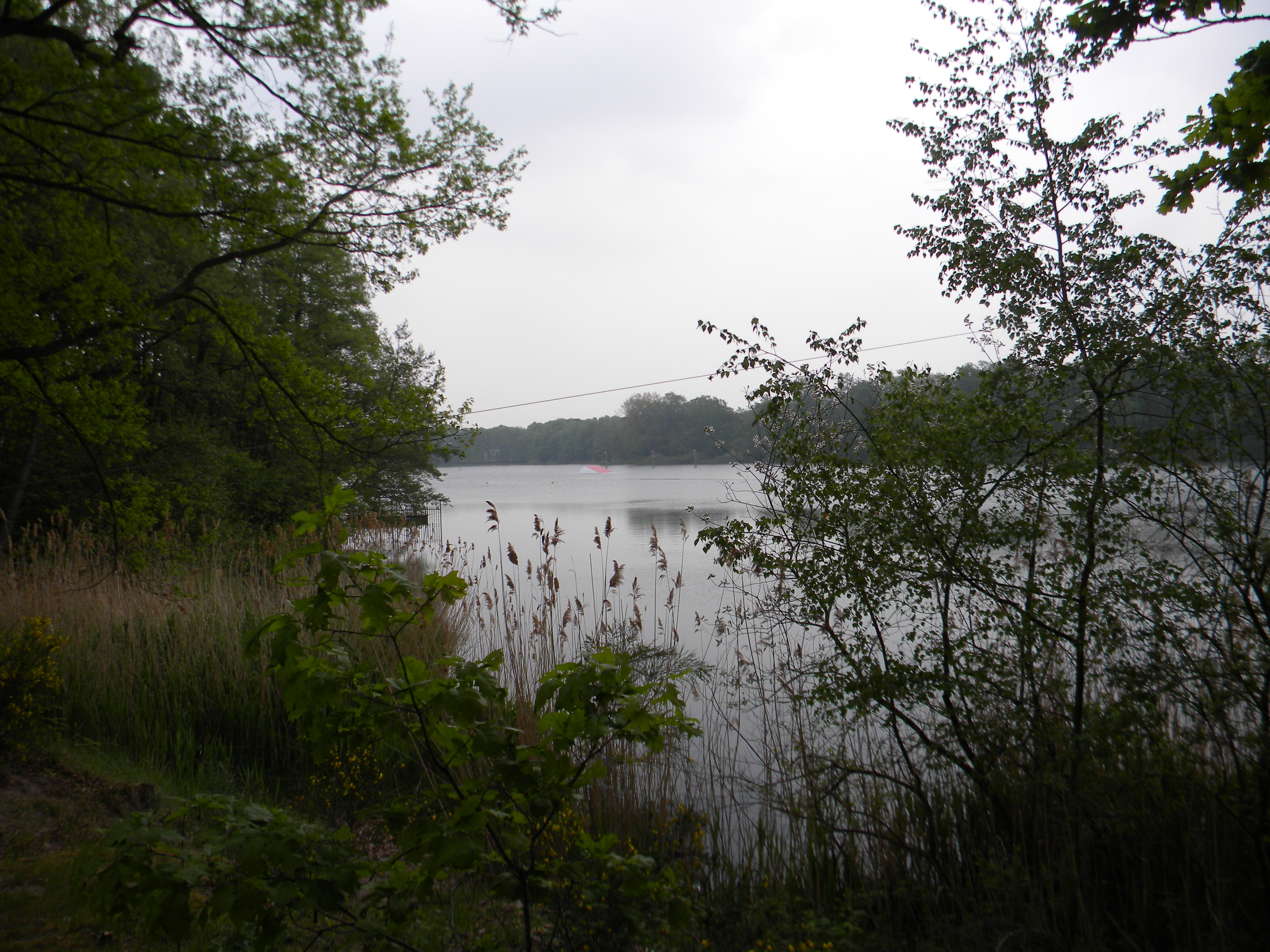
Het meer De IJzeren Man

Zo’n 150 jaar geleden begon de ontginning van het originele gebied, wat langzaam heeft geleid tot het cultuurlandschap van vandaag de dag. Er werden in eerste instantie onder andere productiebossen aangeplant bij het meer de IJzeren Man en bij de Altweerterheide, later ontstonden ook de Laurabossen. De Laurabossen bestonden uit grof dennenbos, gebruikt om de mijningangen te stutten.
Toen de mijnen sloten in 1964 zijn er opnieuw dennen geplant. De aanwezige zandgronden bleven zoals ze waren, aangezien de grond te arm was om er iets op te groeien. Heidegronden zijn ook teruggekomen. Toen ook de van nature aanwezige moerassen waren ontwaterd, was er uiteindelijk meer land beschikbaar voor landbouwgebieden. Door diezelfde landbouwgebieden ontstond bijvoorbeeld het dorp Altweerterheide.
Aangezien het gebied van nature een slecht afwateringssysteem heeft, was het buiten het droogleggen van de moerassen ook nodig om waterlopen in het gebied te graven. De aarde die uit de watergangen werd gehaald, werd ernaast neergegooid, zodat hier op de hogere grond geplant kon worden. Een dergelijke ophoging wordt ook wel een rabat (bosbouw) genoemd. Deze waterlopen zijn dus niet natuurlijk ontstaan, hoewel sommige “beek” heten. Dergelijke rabatten werden eerst gebruikt voor de verdediging van bijvoorbeeld de stad Weert. Later waren ze voornamelijk gebruikt om de grond droog te houden, waardoor het land eromheen beter kon functioneren voor landbouw.
De stad Weert groeide en hiermee kwamen er steeds meer bedrijven het gebied in. Ook ontstond er recreatie, bijvoorbeeld in de vorm van een villapark.
Door veranderingen in de agricultuur werd er uiteindelijk minder grond gebruikt voor de landbouw, waardoor een groter deel kon worden gebruikt voor bedrijven en natuur.
Hoewel het gebied van nature dus erg nat is, is het met de jaren steeds droger geworden. Dit komt onder andere door de zand- en grondwaterwinningindustrie. Tegenwoordig is er ook een waterleidingmaatschappij gevestigd op 15-20 km afstand, waardoor meer water uit het gebied wordt onttrokken.

## Ecologie
Het gebied de IJzeren Man bevat volgens de beheerder weinig unieke planten of diersoorten. De bever (Castor fiber) komt echter wel voor in het gebied. De nadruk van het beleid ligt op het behouden van de aanwezige biodiversiteit.
Het belangrijkste ecologische aspect is de grote diversiteit aan landschappen in een relatief klein toegankelijk gebied zoals heide, vennen, meren, gemengd bos en stuifzandvlakten. Bezoekers kunnen hierdoor in een korte tijd kennis maken met verschillende ecosystemen.
Verder is het gebied een goede afspiegeling van de omliggende natuurgebieden.

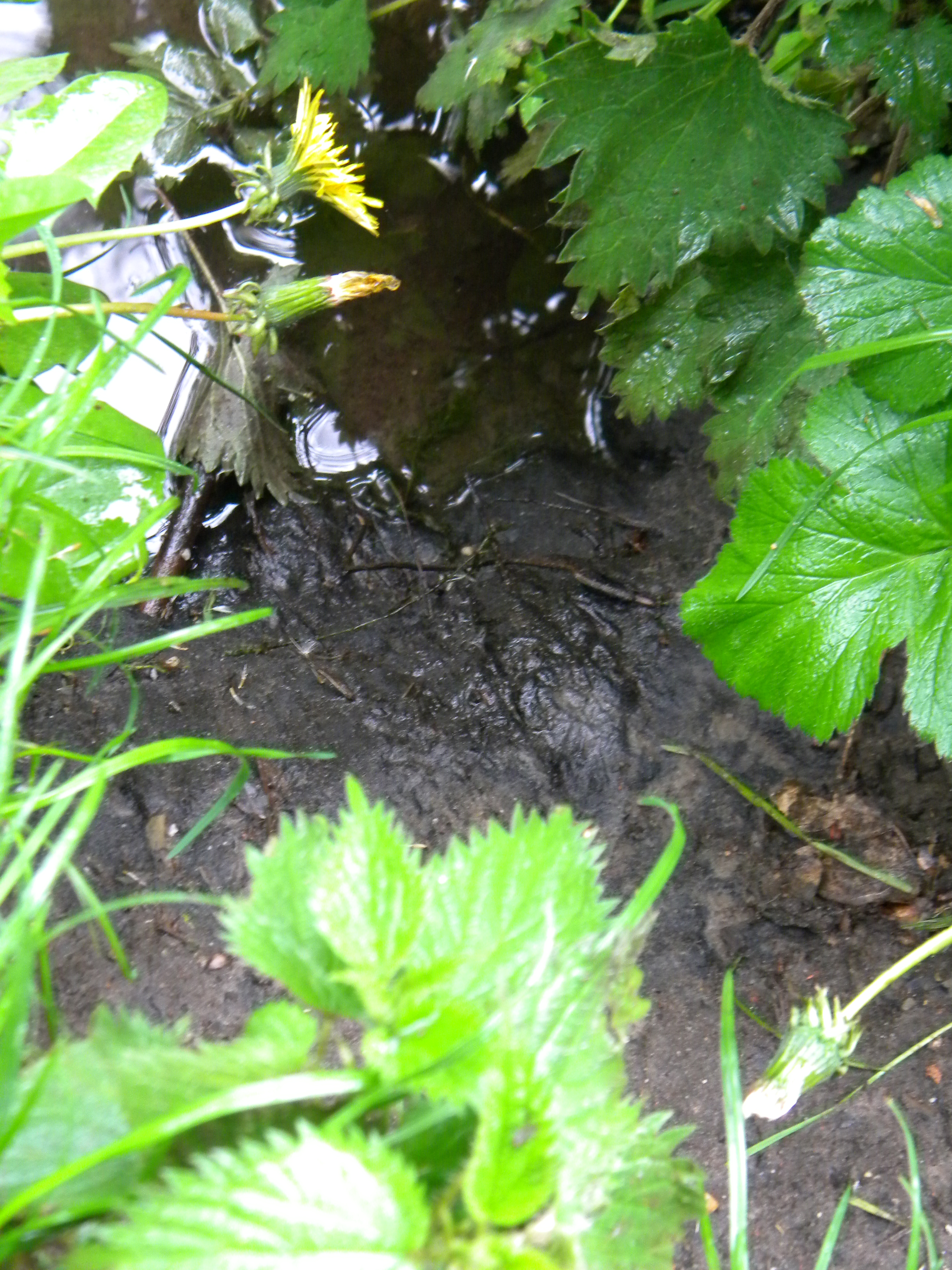
Beverspoor in natuurgebied De IJzeren Man

## Noemenswaardige soorten
Een aantal noemenswaardige insect- en spinsoorten zijn te vinden in het IJzeren Man gebied.
Zo is de libelle de bruine korenbout (Libellula fulva) hier gespot. Deze is vrij zeldzaam en komt voornamelijk voor in Limburg en rondom Zwolle.
Ook de breedbandgroefbij (Hallictus scabiosae) is in de IJzeren Man gevonden. Deze bij staat op de Rode Lijst Bijen.
Verder is de grote gerande oeverspin (Dolomedes plantarius) waargenomen, die op de IUCN: Red List of Threatened Species 2004 staat.

## Beheer
Het natuurgebied de IJzeren Man is als gebied nog steeds in ontwikkeling.
Het algemene plan voor het beheer is om het gebied op een duurzame manier in stand te houden, waarbij de gebieden met bijzondere kenmerken ook zoveel mogelijk in stand gehouden worden. Daarnaast wil men de veelvoorkomende fauna zoals vleermuizen, avifauna, amfibieën en insecten zoveel mogelijk helpen. Ook zijn er zogenaamde fup’s, fauna-uittreedplaatsen, aangelegd in de Zuid-Willemsvaart. Deze constructies worden schuin vanaf de oever het water in geplaatst en zorgen ervoor dat dieren als reeën, wilde zwijnen en dassen gemakkelijker de oever op kunnen komen als ze zich (per ongeluk) in het water bevinden. Onderhoud aan deze bouwwerken is nodig en wanneer dat gewenst is, moeten er ook nieuwe bijgeplaatst worden.
Voor de recreatie is het van belang om zoveel mogelijk beheer vast te leggen om burgerparticipatie zoveel mogelijk te faciliteren. Ook is de social return belangrijk: burgerinitiatieven worden aangemoedigd.
Het gematigde bos dat er al staat, wil men zoveel mogelijk in stand houden. Een van de manieren om dat te doen is door het klimaatbestendiger te maken. Het Nederlandse klimaat is steeds warmer en droger aan het worden en die ontwikkeling zal waarschijnlijk aanhouden. Een van de maatregelen is dan ook om eiken te planten die komen uit Zuid-Frankrijk, aangezien die al genetisch zijn aangepast aan een droger klimaat. Het is ook van belang om bomen te planten uit verschillende genenpools om genetische variatie in stand te houden. Een beheermethode om verzuring van de grond tegen te gaan, is het planten van meer dan alleen eiken of beuken. Daarom worden ook lindes en esdoorns aangeplant.
Om het landschap gevarieerd te houden, worden de vennen van tijd tot tijd uitgemaaid om verlanding tegen te gaan. De vennen groeien vol met planten doordat ze hun water krijgen uit een kanaal met voedselrijk water. Hierdoor wordt slib afgezet en ontstaat er meer plantengroei. Hoewel een van de vennen al is verland, wil het beheer dat niet met alle vennen laten gebeuren. De variatie van het landschap is ook te zien in het stukje heide dat nog in het natuurgebied aanwezig is. Dit heidegebied blijft standhouden door de schapen die er af en toe op grazen en daardoor de vegetatie laag houden.
Aangezien het natuurgebied ook gericht is op recreatie, werden na de stormen van de zomer van 2018 een aantal bomen weggehaald om het bos veiliger te houden voor mensen. Het blijft een afweging tussen een natuurlijk bos en een bos waar mensen veilig in kunnen rondlopen. Vandaar dat het bos “netter” wordt gehouden op plekken waar meer menselijke activiteiten plaatsvinden en meer natuurlijk waar er minder recreatie is.

## Educatie en Recreatie
Een van de doelen van het beheer van de IJzeren Man is educatie en recreatie.
De diversiteit aan recreatiemogelijkheden in het natuurpark is ontstaan door de groeiende vraag vanuit de bevolking. Zo was voor het zeshonderdjarig bestaan van Gemeente Weert een prijsvraag voor de inwoners om met ideeën te komen voor recreatie in het natuurgebied. Het winnende idee was de "Zintuigeilanden", waarbij interactieve constructies werden gebouwd door het hele park. Bij elk van deze constructies wordt een van de vijf klassieke zintuigen (voelen, zien, ruiken, proeven, horen) gebruikt om iets te leren over het gebied. Dit project past goed bij de visie van gemeente Weert om het toeristische recreatieve aanbod in het gebied de IJzeren Man te versterken.

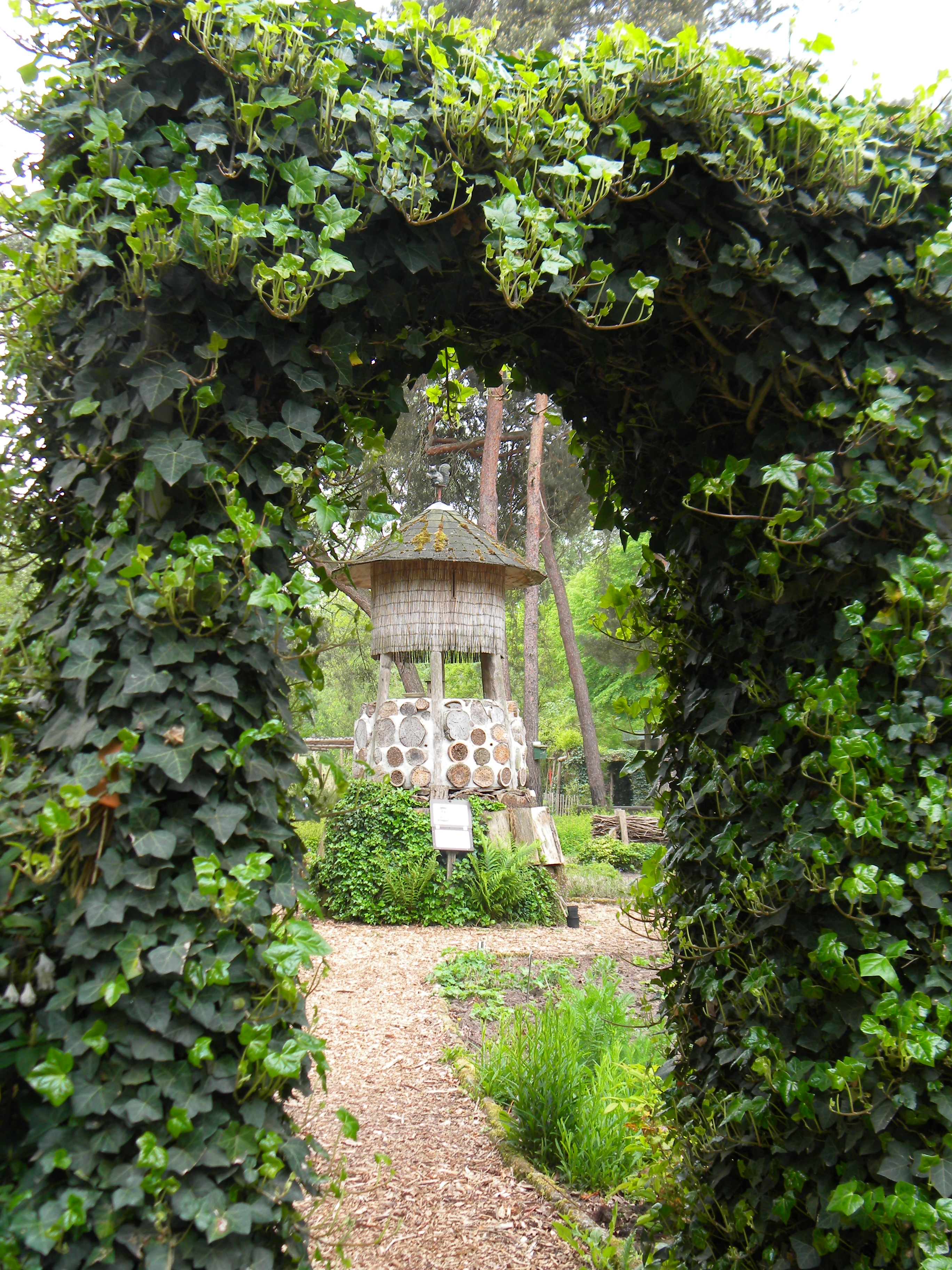
Toren in Bloemen- en stenentuin

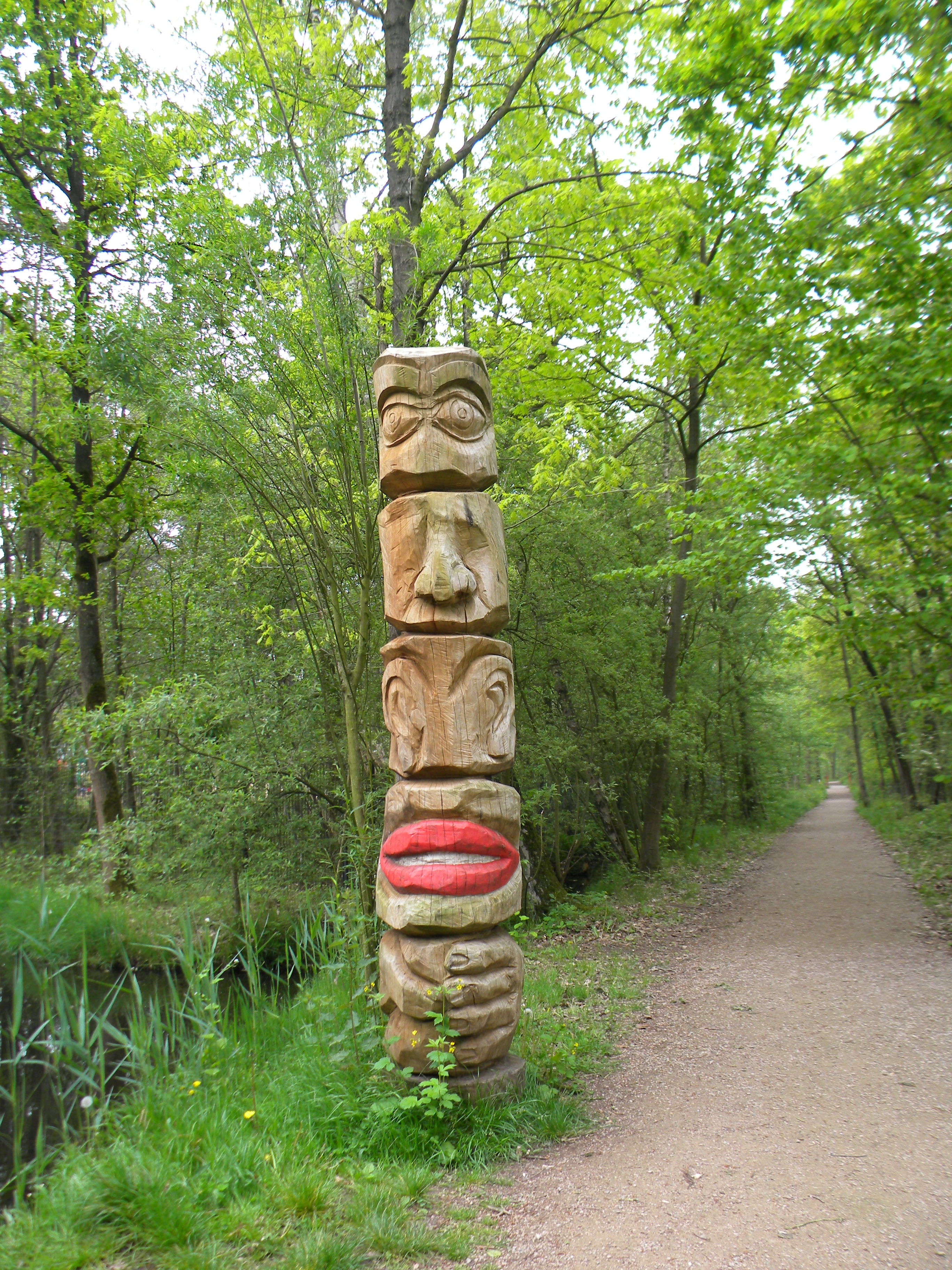
Totempaal van Zintuigeneiland in natuurgebied De IJzeren Man

Een andere belangrijke ontwikkeling was het ontstaan van het Natuur- en Milieucentrum. Het Natuur- en Milieucentrum (NMC) werd opgericht onder de naam stichting Natuur- en Milieu- Educatie. Belangrijke pijlers van deze stichting zijn naast communicatie en informatieverstrekking ook educatie. Sinds 2016 is het NMC tevens een knooppunt voor duurzaamheidseducatie. Het Natuur- en Milieucentrum verstrekt informatie over ecosystemen en dieren die in het gebied voorkomen, waarbij hun focus ligt op het onderwijzen van kinderen. Buiten het centrum is een bloemen- en stenentuin met speeltoestellen. Er is vanuit het Natuur- en Milieucentrum ve samenwerking met basis-, voortgezet- en beroepsonderwijs.
Ook voor het algemene publiek worden activiteiten georganiseerd, zoals een themamiddag op elke derde zondag van de maand, lezingen op elke tweede dinsdagavond van de maand en een imkercursus door de imkervereniging St. Ambrosius, waarvan de bijenkassen in de tuin gevestigd zijn.

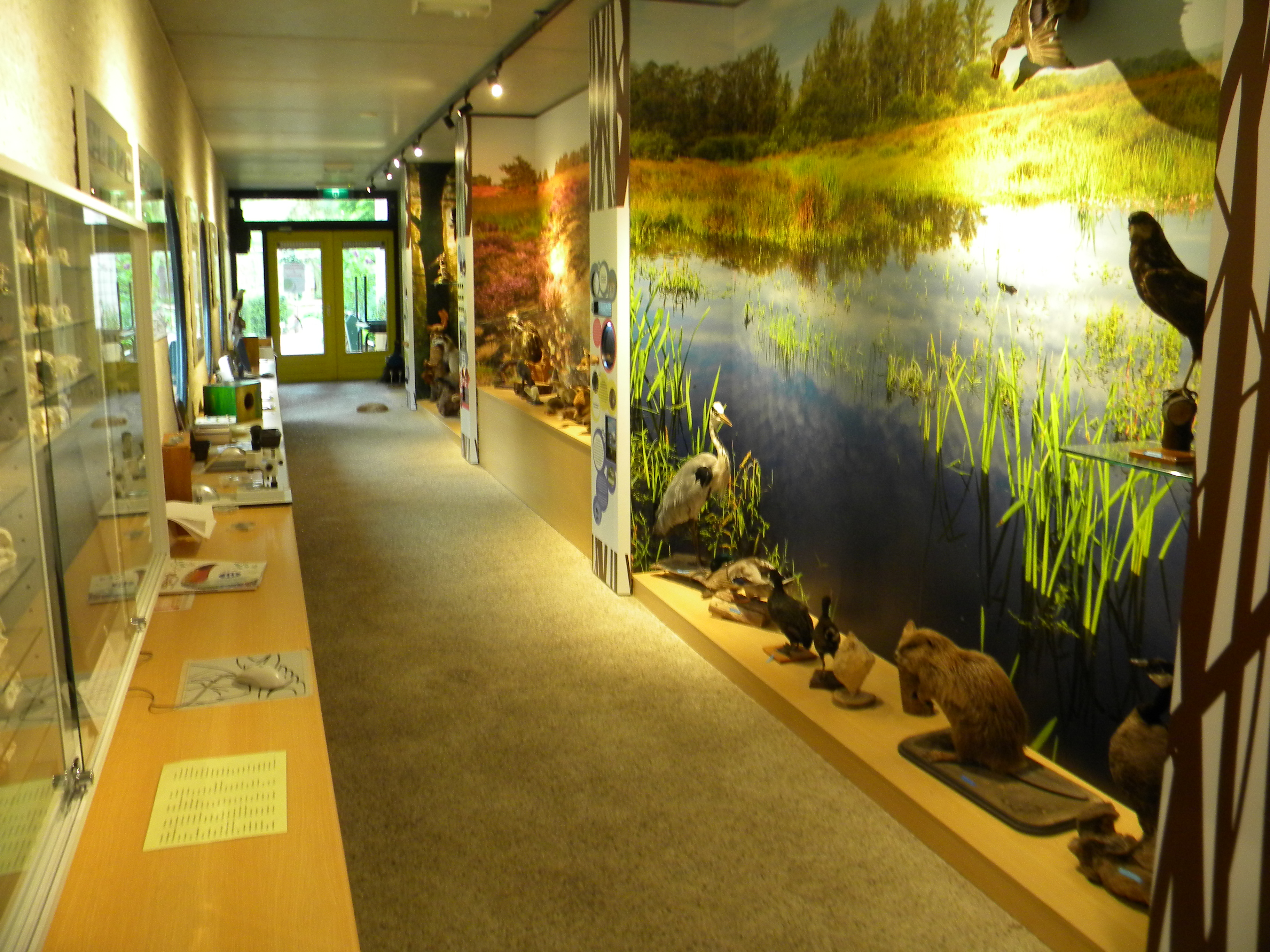
Aaigang in Natuur- en Milieucentrum De IJzeren Man

Verder zijn er in het gebied verscheidene recreatieve voorzieningen te vinden. Een vaak bezochte attractie is het zwembad De IJzeren Man met binnen- en buitenbad. Het bevat een recreatiebad en wedstrijdbaden. Er is op het meer "De (Grote) IJzeren Man" een waterskibaan en er is een horecagelegenheid in het gebied. Hiernaast is er een kinderboerderij, een klimbos, fitness-sportparcours en een binnen- en buitenspeeltuin in het Kinderpretland.